# Abreschviller
Abreschviller är en kommun i departementet Moselle i regionen Grand Est (tidigare regionen Lorraine) i nordöstra Frankrike. Kommunen ligger i kantonen Lorquin som tillhör arrondissementet Sarrebourg. År 2022 hade Abreschviller 1 427 invånare.

## Befolkningsutveckling
Antalet invånare i kommunen Abreschviller
| Referens: INSEE |